# ホスファチジルイノシトール-3,5-ビスリン酸

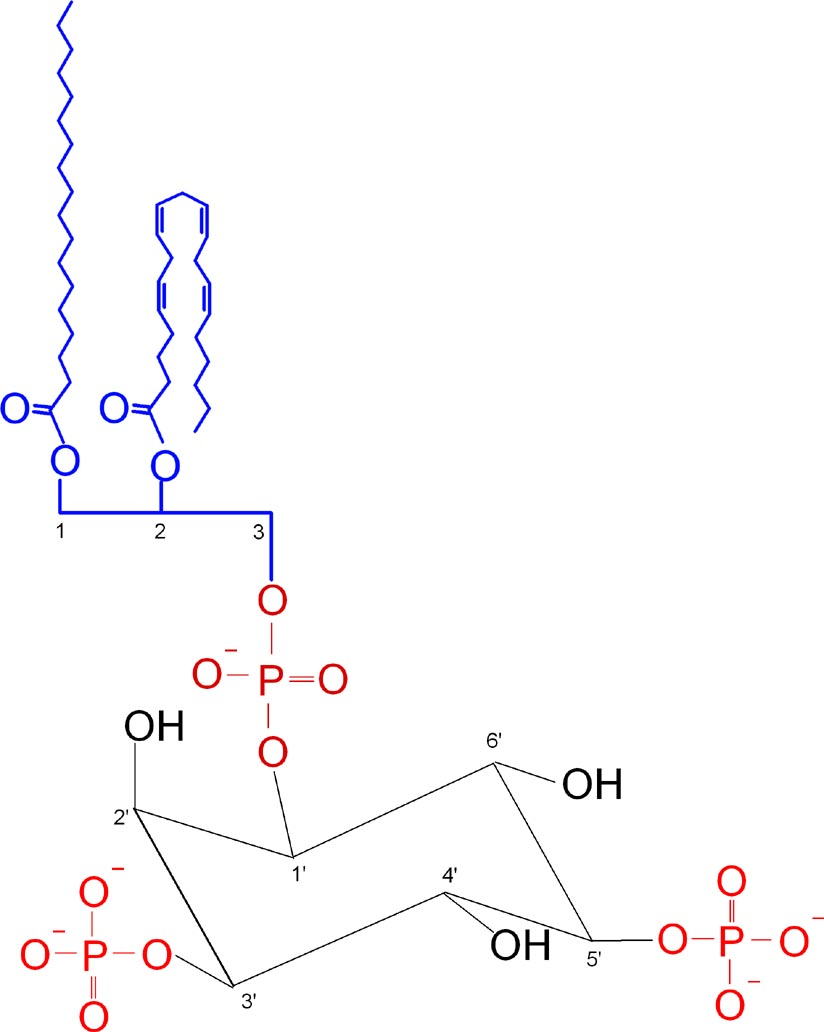
ホスファチジルイノシトール-3,5-ビスリン酸の構造

ホスファチジルイノシトール-3,5-ビスリン酸（英: phosphatidylinositol 3,5-bisphosphate、略称: PtdIns(3,5)P2、PI(3,5)P2）は、真核生物の細胞膜に存在する7種類のホスホイノシチドのうちの1つである。一般的なHPLCによる定量では、静止細胞のPtdIns(3,5)P2濃度は構成的に存在するホスホイノシチドの中で最も低い。その濃度はホスファチジルイノシトール-3-リン酸（PtdIns(3)P）やホスファチジルイノシトール-5-リン酸（PtdIns(5)P）と比較して1/3から1/5であり、豊富に存在するホスファチジルイノシトール-4-リン酸（PtdIns(4)P）やホスファチジルイノシトール-4,5-ビスリン酸（PtdIns(4,5)P2）と比較すると1/100未満である。PtdIns(3,5)P2の存在は1997年にマウス線維芽細胞と出芽酵母Saccharomyces cerevisiaeで初めて報告された。出芽酵母では、PtdIns(3,5)P2濃度は高浸透圧ショック時に劇的に上昇する。しかしながらこの応答は、調査された哺乳類細胞のうち3T3L1分化脂肪細胞を除く大部分では保存されていない。

## 代謝
PtdIns(3,5)P2の産生経路として現在唯一知られているのは、ホスホイノシチドキナーゼPIKfyveによって触媒される合成である。マウス線維芽細胞におけるパルスチェイス実験によって、PtdIns(3,5)P2は合成直後にPtdIns(3)Pへと戻ることが明らかにされている。哺乳類細胞では、PtdIns(3,5)P2はホスホイノシチドキナーゼPIKfyve、PtdIns(3,5)P2ホスファターゼSac3/FIG4という反対方向の活性を有する2つの酵素が含まれるタンパク質複合体によって、PtdIns(3)Pから合成され、そしてPtdIns(3)Pへターンオーバーされる。これら2つの酵素は直接的には相互作用しておらず、ArPIKfyve/VAC14と呼ばれる調節因子が足場となってPAS複合体（PIKfyve/ArPIKfyve/Sac3）と呼ばれる三者調節複合体が形成されている。PIKfyveはPtdIns(3)Pに選択的に結合するFYVEフィンガードメインを介し、PAS複合体をエンドソーム上のRab5-GTP/PtdIns(3)Pに富む微小ドメインへ結合させる。さまざまな細胞種におけるPAS複合体構成要素のsiRNAによるサイレンシングや異種発現、遺伝子ノックアウトから得られたデータは、PAS複合体がPtdIns(3,5)P2の合成とターンオーバーに必要不可欠な役割を果たしていることを支持している。
PtdIns(3,5)P2ターンオーバーの他の経路としては、ミオチュブラリンファミリーのホスファターゼによるものがある。これらの酵素はPtdIns(3,5)P2の3位を脱リン酸化するため、加水分解による産物はPtdIns(3)PではなくPtdIns(5)Pである。
PAS複合体のタンパク質は進化的に保存されており、オルソログは出芽酵母（Fab1p、Vac14p、Fig4p）やゲノムが配列決定された全ての真核生物に存在している。そのため、PtdIns(3,5)P2は全ての真核生物に存在し、同様の細胞機能を調節していると考えられている。酵母のFab1p、Vac14p、Fig4pも複合体を形成し、Fab1複合体と呼ばれている。しかしながらFab1複合体には他のタンパク質も含まれており、酵母ではPtdIns(3,5)P2の調節にさらなる階層が存在している可能性がある。その他の種では、PtdIns(3,5)P2濃度を調節するタンパク質複合体の構成は未解明である。

## 機能と調節
PtdIns(3,5)P2はエンドソームの動作（融合や分裂）を調節し、内膜系の恒常性や、エンドソームから発したりエンドソームを通過したりする輸送経路の適切な機能を維持している。酵素的に不活性な点変異を有するPIKfyveの発現、siRNAを介したサイレンシング、薬理学的阻害、PIKFYVE遺伝子のノックアウトといった手法によるPtdIns(3,5)P2濃度の低下は全て細胞質基質に複数の空胞の形成をもたらし、これらは時間経過とともに拡大する。PIKfyveの機能不全とPtdIns(3,5)P2の枯渇によって誘発される空胞形成は可逆的であり、細胞質基質へのPtdIns(3,5)P2のマイクロインジェクション、PIKfyveの過剰発現、PIKfyve阻害剤のウォッシュアウトによって選択的にレスキューされる。PtdIns(3,5)P2濃度の調節や内膜系の恒常性の維持には、PAS複合体中のSac3のホスファターゼ活性も重要な役割を果たしている。PIKfyveのドミナントネガティブ型K1831E変異によって誘発される空胞形成は、ホスファターゼ不活化型点変異を有するSac3をArPIKfyveとともに共発現することで抑制される。エンドソーム融合と多胞体エンドソーム（MVB）の形成/解離（分裂）過程のin vitro再構成系によるアッセイからは、成熟中の初期エンドソームからMVBが分裂する過程におけるPtdIns(3,5)P2の重要な役割とエンドソーム融合過程における負の役割が示唆されている。また、PtdIns(3,5)P2は初期/後期エンドソームからトランスゴルジ網への微小管依存的逆行性輸送へ関与している可能性が示唆されている。
3T3L1脂肪細胞では、単離された膜と細胞全体の双方でインスリンの短期的処理によってPtdIns(3,5)P2濃度が上昇し、GLUT4の細胞表面への移行とグルコース輸送に対するインスリンの作用が促進される。この細胞は、高浸透圧ショック時にもPtdIns(3,5)P2濃度の顕著な上昇を示す。リンパ球に対するIL-2などの分裂促進シグナルや紫外光、血小板におけるPMAによるプロテインキナーゼCの活性化、COS細胞のEGF刺激など、他の刺激もPtdIns(3,5)P2濃度を高める。
PIKfyveノックアウトマウスが着床前に致死となるように、PtdIns(3,5)P2は成長と発生に重要な役割を果たしている。一方PIKfyveヘテロ接合型マウスは見かけ上正常であり、PtdIns(3,5)P2濃度は野生型の約60%であるものの老年期まで生存することができる。このことは、通常PtdIns(3,5)P2が過剰量存在していることを示唆している。
ArPIKfyve/Vac14またはSac3/Fig4のノックアウトマウスでは、PtdIns(3,5)P2濃度は30–50%低下し、大規模な中枢性神経変性と末梢性ニューロパチーという類似した症状が引き起こされる。これらの研究は、PtdIns(3,5)P2濃度の低下が未解明の機構によって神経死を媒介していることを示唆している。ミオチュブラリンファミリーホスファターゼMTMR2のノックアウトでも末梢性ニューロパチーが引き起こされるが、この場合にはPtdIns(3,5)P2濃度の上昇を伴っている。そのため、PtdIns(3,5)P2濃度の異常が末梢神経の機能に選択的に影響を及ぼしているのかどうか、そしてそれがどのような機構であるのかは未解明である。

## エフェクター
一般的に、ホスホイノシチドは細胞質基質の特定のエフェクタータンパク質をリクルートするための膜係留シグナルであるとされている。これまでに、いくつかのタンパク質がPtdIns(3,5)P2のエフェクターとしての可能性が提唱されている。しかしながらこうしたエフェクターが進化的に保存されており、共通した高親和性PtdIns(3,5)P2結合モチーフが存在するという期待は現在のところ満たされていない。一例として、出芽酵母おいてオートファジーにも関与しているタンパク質であるAtg18pの欠失は液胞の拡大とPtdIns(3,5)P2の10倍の増加を引き起こし、Atg18pはPtdIns(3,5)P2に高い親和性と特異性で結合する。一方で、Atg18pの哺乳類ホモログはオートファジーに関するものを除いて類似した機能を有していない。前液胞・エンドソーム構造に存在する他の2つの酵母タンパク質（Ent3pとEnt5p）もMVBの選別におけるPtdIns(3,5)P2のエフェクターである可能性がある。これらにはホスホイノシチドを結合するENTHドメインが存在し、これらの欠失によってFab1pの欠失時と類似したMVB選別の欠陥が引き起こされる。しかしながら、Ent3pとEnt5pのいずれもin vitroではPtdIns(3,5)P2に対する選択性や高親和性結合を示さない。哺乳類のVPS24はPtdIns(3,5)P2のエフェクターとして推定されている他のタンパク質の1つであるが、表面プラズモン共鳴実験では哺乳類と酵母のVPS24はどちらもPtdIns(3,5)P2に対する特異性や高親和性認識は支持されていない。ヒトの膜貫通型カチオンチャネルTRPML1は不活性化がライソゾーム病の原因となるタンパク質であるが、in vitroでの結合アッセイやArPIKfyve/Vac14ノックアウトマウス線維芽細胞の空胞形成表現型をレスキューする能力から、PtdIns(3,5)P2のエフェクターとしての可能性が浮上している。しかし酵母でのオルソログタンパク質の欠失では液胞の拡大は引き起こされず、このエフェクター機構についても進化的保存性には疑問が投げかけられている。